# Scibe Airlift

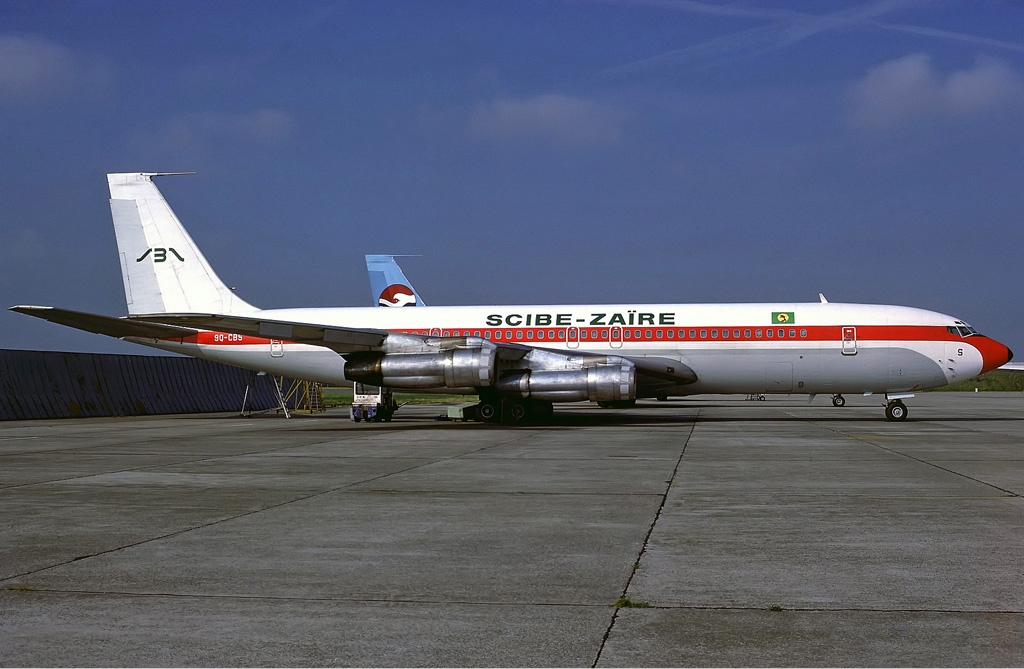
Boeing 707 de Scibe Airlift

Scibe Airlift fut une compagnie aérienne créée en 1979 dans l'ancienne république du Zaïre. 

## Histoire
Scibe Airlift est issue du holding SCIBELI (Société Commerciale et Industrielle Bemba Litho). Opérant à la fois des vols réguliers, charters (liaisons nationales) et de l'acheminement de cargo (liaisons nationales et internationales), elle débuta ses activités avec deux appareils à hélice de type Vickers Viscount. Dès 1982, suivant le succès de ses activités, cette société étendit de manière substantielle sa flotte aérienne, par l'introduction progressive de deux Boeing 727, un Boeing 737, un Boeing 707, un de Havilland Canada DHC-6 Twin Otter, cinq Fokker F27 et un C-130 dans sa version civile. À son apogée, en 1986, Scibe Airlift reposait sur 10 avions et des ressources humaines estimées à environ 1.000 agents. 
Par ailleurs, un avion de type DC-10 fut utilisé brièvement et ponctuellement dans les années 90 pour assurer les liaisons entre Kinshasa et Bruxelles: un segment très concurrentiel où opérait  à la fois Air Zaïre mais aussi la belge SABENA, sans compter les autres opérateurs comme la TAP Portugal ou encore Air France.
Grande rivale de la compagnie nationale, elle vint néanmoins à souffrir de difficultés financières importantes dès 1991 et ce, en parallèle avec l'effondrement général de l'économie zaïroise. Des difficultés s'ajoutant aux autres, Scibe Airlift connu ainsi une réduction de sa flotte à la suite du cumul des accidents et des problèmes de maintenance qui clouèrent des aéronefs au sol. Cette situation amena progressivement la direction à louer des appareils et à les affréter pour des liaisons de passagers et de fret. C'est ainsi qu'en 1996, un Antonov An-32 loué  à un opérateur russe (Moscow Airways) fut la cause d'une des plus grandes catastrophes aériennes au monde : Catastrophe de Kinshasa. Manquant son décollage à l'aéroport de Ndolo, l'avion s'écrasa sur un marché situé en bout de piste ainsi que sur la foule de badauds ; on y dénombra plus de 300 tués.
La déliquescence croissante de la flotte restante, la chute du régime du président Mobutu qui fut un soutien proche de l'entrepreneur Jeannot Bemba Saolona, et les nombreux incidents enregistrés lors des opérations, eurent raison de la crédibilité de la compagnie qui, poussée par une insolvabilité financière importante, se vue forcer de se déclarer en faillite en 2002. La mort de cette compagnie aérienne a marqué la fin de la première expérience de la libéralisation du ciel congolais, aujourd'hui, ce pays compte essentiellement des petites compagnies privées qui ont toute la caractéristique d'être inscrites sur la liste des compagnies aériennes qui font l'objet d'une interdiction d'exploitation dans l'Union européenne.

## Anecdotes
- Dans le sillage de son père, Jean-Pierre Bemba a géré cette société jusqu'à la cessation de ses activités.
- L'antonov AN-32 qui s'est écrasée en 1996, est suspecté d'avoir transporté illégalement des armes à destination de l'UNITA en Angola[5].